# 私のパパはマフィアの首領
『私のパパはマフィアの首領』（わたしのパパはマフィアのドン、原題: Cookie）は、1989年製作のアメリカ映画。
製作、監督はスーザン・シーデルマン、主演はピーター・フォーク。

## 概要
『刑事コロンボ』、『ラジオタウンで恋をして』のピーター・フォークが、家族の絆と暗黒街での自身の座を取り戻そうと奮闘するマフィアのドンを演じたほか、『あなたがいたら/少女リンダ』でヒロインを演じたエミリー・ロイドが娘役で登場、フォークと息のあった演技を見せる。テーマ曲はカイリー・ミノーグの「ラッキー・ラヴ」。

## ストーリー
暗黒街をリードしてきた「めかし屋ディノ」ことディノ・カピスコが出所。彼の不在の間に、ボスの座がカーマインの組織に移ったことを知ったディノは、命の危険を冒しながら復権を狙い暗躍を始める。しかし彼にはひとつだけ悩みの種があった。それは、不良娘のクッキーの存在であった。権力の奪還、娘との関係改善。2つの実現に向け、ディノは奔走する。

## キャスト
- ディノ・カピスコ - ピーター・フォーク
- クッキー - エミリー・ロイド
- レノーア - ダイアン・ウィースト
- ヴィト - エイドリアン・パスダー
- カーマイン - マイケル・V・ガッツォ
- リッチー・セグレット - ボブ・ガントン
- バニー - ブレンダ・ヴァッカロ
- アーノルド・ロス - ジェリー・ルイス
- エンツォ・デラ・テスタ - ライオネル・スタンダー
- ドミニック - ジョー・マンテロ
- ピア - リッキー・レイク
- ドッティ - ジョイ・ベハー